# Wael Arakji
Wael Arakji (in arabo وائل عرقجي‎?; Tripoli, 4 settembre 1994) è un cestista libanese.
È soprannominato Il Terribile (in arabo الرهيب‎?).

## Carriera

### Club
Nato a Beirut, in Libano, il 4 settembre 1994, Arakji entrò da ragazzo nel settore giovanile dell'Al-Riyadi Beirut; attirò l’attenzione dell’allenatore, Slobodan Subotić, grazie alle sue prestazioni con il Libano nel Campionato FIBA Asia Under-18 del 2012, che gli permisero di fare il suo esordio in prima squadra durante la stagione 2012-2013 della Lebanese Basketball League. Durante le sue sette stagioni in cui Arakji rimase con l'Al Riyadi, vinse per cinque volte il titolo della Lebanese Basketball League ed anche la FIBA Asia Champions Cup 2017 . Nel 2015 dichiarò la sua eleggibilità per il Draft NBA, ma non fu selezionato da nessuna franchigia durante il Draft NBA 2015.
Il 31 gennaio 2018, Arakji firmò con i Beikong F.D. della Chinese Basketball Association dopo l'infortunio di Zaid Abbas. Durante la breve esperienza in terra cinese, durata appena cinque partite, registrò una media di 16,6 punti, 4,8 rimbalzi, 7,2 assist e 1,4 palle rubate a partita, per poi tornare nuovamente in Libano all'Al-Riyadi Beirut anche per la stagione successiva.
Nell'estate del 2019 ebbe l'opportunità di giocare con i Dallas Mavericks nella NBA Summer League, collezionando tre presenze con 4.3 punti e 2.0 assist in 13.0 minuti di media giocati
.
Il 20 gennaio 2020, Arakji firmò con i Nanjing M. Kings, squadra sempre della Chinese Basketball Association, ma dopo appena un mese, il 7 febbraio 2020, venne annunciata la firma da parte del giocatore con la squadra dell' Al-Shamal SC, militante nella Qatari Basketball League. Il 15 luglio 2020 rinnovò con l'Al-Shamal SC, contribuendo alla vittoria del campionato qatariota. Iniziò la stagione 2020-2021 con lo stesso club, portandolo in finale grazie a una media di 26,4 punti, 6,0 rimbalzi, 5,5 assist e 1,7 palle rubate in 14 partite.
Il 7 febbraio 2021, Arakji firmò con l’U.S. Monastir, squadra della Tunisia militante nel Championnat National A. Con la casacca del’US Monastir vinse il campionato e raggiunse la finale della prima edizione della Basketball Africa League , venendo incluso nel 2021 All-BAL First Team.
Il 2 giugno 2021, Arakji tornò a firmare con l'Al-Shamal SC per prendere parte alla Gulf Basketball Clubs Championship; il 10 agosto 2021 però, quando sembrava che potesse rimanere in Qatar anche per la stagione 2021-2022, firmò con lo squadra dell'Al Jahra S.C. militante nella Kuwaiti Division I Basketball League. Il 6 marzo 2022, Arakji lasciò il Kuwait e firmò con il Beirut Club, facendo così il suo ritorno nella Lebanese Basketball League dopo tre anni. Al suo ritorno in patria si dimostrò subito decisivo e contribuì alla vittoria del primo titolo nazionale per il Beirut Club, sconfiggendo il suo ex club, dell'Al-Riyadi Beirut, nelle finali e venendo anche nomimato NVP della serie.
Il 25 ottobre 2022, in vista della stagione sportiva 2022-2024 Arakji tornò nella squadra in cui era cresciuto, firmando con l'Al-Riyadi Beirut; nella stagione del suo ritorno Arakji conquistò nuovamente la vittoria della Lebanese Basketball League, aiutando inoltre la squadra ad aggiudicarsi la vittoria della FIBA West Asia League.
Dopo aver vinto per il secondo anno di seguito la FIBA West Asia League ed essersi aggiudicati per la prima volta la vittoria della FIBA West Asia Super League 2023-2024. Il 15 giugno 2024, Arakji e l'Al-Riyadi Beirut hanno conquistato la vittoria nella Basketball Champions League Asia 2024, il suo secondo titolo continentale. Nella finale contro Shabab Al-Ahli degli Emirati Arabi Uniti, Arakji realizzò una prestazione da  31 punti e 9 assist. Fu nominato MVP della competizione grazie a una media di 21,0 punti, 4,0 rimbalzi e 8,4 assist per partita, con una percentuale di tiro del 75,5% dal campo e del 71,4% da tre punti. Nella stessa stagione Arakji ha conquistato per l'ottava volta la vittoria nella Lebanese Basketball League, venendo nominato anche in questo caso MVP della competizione.
Il 18 ottobre 2024, a causa del rinvio dell'inizio della stagione Lebanese Basketball League a causa del Conflitto Israele-Hezbollah, Arakji ha firmato con l' Al-Arabi Doha nella Qatari Basketball League, tornando a giocare in Qatar dopo 3 anni
Tuttavia il 9 dicembre dello stesso anno, dopo due soli mesi passati in Qatar, è stato annunciato il suo ingaggio da parte della squadra del Dubai Basketball Club, team degli Emirati Arabi Uniti militante però nella ABA Liga.

### Nazionale
Con la casacca della nazionale del Libano ha disputato tre edizioni dei Campionati asiatici (2015, 2017, 2022) ed al Campionato del mondo 2023.
Arakji inoltre ha contribuito alla vittoria del Libano nella Coppa delle Nazioni Arabe 2022, vincendo la finale contro la Tunisia con il punteggio di 72-69, e fu nominato MVP del torneo. Inoltre, ha conquistato la medaglia d'argento alla FIBA Asia Cup 2022, venendo premiato anche in questa occasione come MVP del torneo e miglior marcatore, con una media di 26,0 punti a partita.

## Palmarès

### Squadra
- Lebanese Basketball League: 8

Riyadi Beirut: 2013-2014, 2014-2015, 2015-2016, 2016-2017, 2018-2019, 2022-2023, 2023-2024
Beirut Club: 2021-2022
- Championnat National A: 1

Monastir: 2020-2021
- Qatari Basketball League: 1

Al-Shamal: 2019-2020
- Lebanese Basketball Cup: 2

Riyadi Beirut: 2019, 2023
- Lebanese Basketball Supercup: 1

Riyadi Beirut: 2019
- Basketball Champions League Asia: 2

Riyadi Beirut: 2017, 2024
- West Asian Basketball Championship: 1

Riyadi Beirut: 2017
- FIBA West Asia Super League: 2

Riyadi Beirut: 2023-2024, 2024-2025

### Nazionale
- Arab Basketball Championship: 
 Dubai 2022
- FIBA Asia Cup: 
 Indonesia 2022

### Individuale
- FIBA Asia Cup MVP:

2022
- Arab Basketball Championship MVP:

2022
- Basketball Champions League Asia MVP:

2024
- FIBA West Asia Super League MVP:

2024-25
- Lebanese Basketball League Finals MVP:

2019, 2022, 2024
- FIBA Asia Cup All-Tournament Team:

2022
- Basketball Champions League Asia First Team:

2019, 2024
- All-FIBA Asia Champions Cup Second Team:

2016, 2017
- All-BAL First Team:

2021